# Dolion
Dolion (altgriechisch Δολίων Dolíōn) ist in der griechischen Mythologie der Sohn des Silenos mit der Melia. Er wohnte am Askania-See in Mysien und galt als Stammvater der Dolionen.